# Palaeodytes incompleta
Palaeodytes incompleta là một loài bọ cánh cứng trong họ Bọ nước. Loài này được Ponomarenko, Coram & Jarzembowski miêu tả khoa học năm 2005.